# Piccole suore della Divina Provvidenza
Le Piccole Suore della Divina Provvidenza, o Istituto Michel, sono un istituto religioso femminile di diritto pontificio: i membri di questa congregazione pospongono al loro nome la sigla P.S.D.P.

## Storia

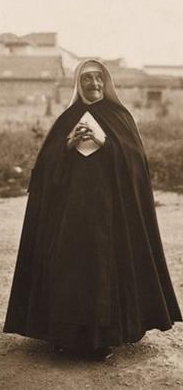
Teresa Grillo Michel, fondatrice della congregazione

La congregazione venne fondata da Teresa Grillo (1855-1944), vedova Michel: ispirata dalla lettura di una biografia Giuseppe Benedetto Cottolengo, visitò la Piccola Casa della Divina Provvidenza di Torino e ne fu molto colpita. Iniziò a mantenere alcuni orfani in istituto, ma poiché qualche ragazzo veniva respinto (perché affetto da epilessia o problemi psichici o perché frutto di una relazione illegittima) decise di aprire ad Alessandria il "Piccolo Ricovero della Divina Provvidenza".
All'opera di cura ed educazione dei bambini abbandonati, psicolesi, epilettici e figli delle prostitute, la Grillo presto aggiunse l'assistenza agli anziani e agli ammalati a domicilio. Attratte dal suo carisma, molte donne si unirono a lei: Teresa Grillo decise di dare un carattere religioso alla comunità e l'8 gennaio 1899 diede l'abito religioso alle sue compagne. Il vescovo di Alessandria Giuseppe Capecci eresse Piccole Suore della Divina Provvidenza in congregazione di diritto diocesano con decreto del 29 marzo 1901.
La congregazione ricevette il pontificio decreto di lode il 5 luglio 1935; le sue costituzioni vennero approvate definitivamente dalla Santa Sede l'8 giugno 1942.
La fondatrice è stata beatificata a Torino da papa Giovanni Paolo II il 24 maggio 1998.

## Attività e diffusione
Le Piccole Suore della Divina Provvidenza si dedicano a varie opere assistenza medico-sociale: gestiscono orfanotrofi e case di riposo per anziani e disabili.
Oltre che in Italia, sono presenti in Argentina e Brasile; la sede generalizia è a Roma.
Al 31 dicembre 2005 l'istituto contava 284 religiose in 48 case.